# نابغ

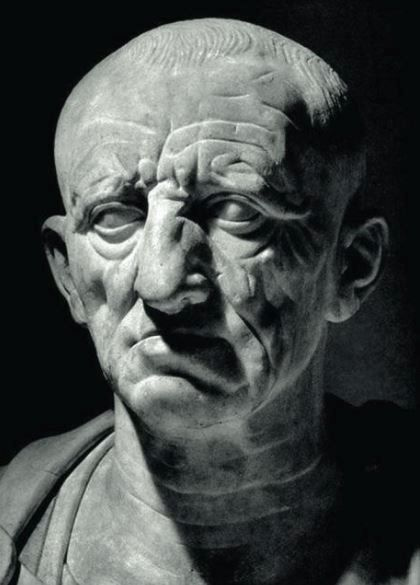

النابغ أو الإنسان الجديد (أو: نوفو هومو, وهو مصطلح لاتيني يشير إلى معنى «رجل جديد»؛ ويُجمع على هومينوس نوفي) يستخدم في روما القديمة للإشارة إلى الرجل الأول في عائلته الذي يعمل بمجلس الشيخ الروماني أو، لنكن أكثر تحديدًا، الرجل الذي اُنتخب كـ قنصل. وعندما يدخل رجل في دائرة الحياة العامة بشكل غير مسبوق ويحتل بذلك منصبًا مجتمعيًا رفيع المستوى، عندها يكون المصطلح المستخدم «المواطن الجديد».

## معلومات تاريخية
أثناء فترة أوائل الجمهورية، كانت عضوية مجلس الشيوخ والقنصلية مقتصرة على النبلاء وعندما حصل العوام الرومانيون على حقهم في احتلال هذا المنصب خلال فترة صراع الطبقات، أصبح كافة العوام المنتخبين حديثًا يحملون تلقائيًا لقب نوفو هومينوس (رجال جدد). ومع مرور الوقت، أصبح مصطلح الرجال الجدد يقل تدريجيا حيث تمكنت بعض الأسر من العوام من تثبيت أقدامها داخل مجلس الشيوخ شأنهم شأن إخوانهم من النبلاء. وفي أثناء فترة الحرب البونية الأولى، أحدث الأمر ضجة هائلة بالفعل كوْن انتخاب الرجال الجدد في سنتين متتاليتين (جايوس فاندانيس فوندولوس في عام 243 قبل الميلاد وجايوس لوتاتيوس جاتوليوس في عام 242 قبل الميلاد). في عام 63 قبل الميلاد، أصبح شيشرون أول رجل جديد لأكثر من ثلاثين عام.
وبحلول فترة أواخر فترة الجمهورية، أصبحت الفروق بين الطبقات أقل أهمية. يتم اختيار القناصل من النخبة الجديدة، أي النبلاء (النبلاء), وهي عبارة عن طبقة من الأتراف الزائفين تضم كافة الأشخاص الذين يمكنهم إثبات النسب المباشر في عمود الذكور المنحدر من أحد القناصل.

## قائمة بـالرجال الجدد
- لوسيوس فولمونيوس فلاما فايلونس (اُنتخب في عام 307 ق.م و296 ق.م)
- جايوس دوليوس (اُنتخب عام 260 ق.م)
- جايوس فاندانيس فوندولوس (اُنتخب عام 243 ق.م)
- جايوس لوتاتيوس جاتوليوس (اُنتخب عام 241 ق.م)
- جايوس فلامينيوس (اُنتخب عام 223 ق.م و217 ق.م)
- ماركوس پورسيوس كاتو (الرقيب/الأكبر)]] (اُنتخب عام 195 ق.م)
- لوسيوس يسينيوس لوسولوس (اُنتخب عام 151 ق.م)
- لوسيوس موميوس أكاسيس (اُنتخب عام 146 ق.م)
- غايوس ماريوس (اُنتخب في عام 107 ق.م، 104–100 ق.م، 86 ق.م)
- جانيوس ماليوس ماكسيموس (اُنتخب عام 105 ق.م)
- جايوس كوليوس كالدوس (اُنتخب عام 94 ق.م)
- ماركوس توليوس شيشرون (اُنتخب عام 63 ق.م)
- ماركوس فينيسيوس (قنصل معيّن انتخب لإكمال مدة الشخص الذي شغر منصبه في عام 19 ق.م)
- جايوس بومبونيوس جراسينيوس (عُيّن عام 16 بعد الميلاد)
- جايوس كورنيليوس تاسيتوس (عُيّن عام 97 بعد الميلاد)

## المعاني المجازية الخاصة بمصطلح«الرجل الجديد»
تمثل الموضوع الأدبي لمصطلح الرجل الجديد, أو «كيف لشخص ولد في مستوى متواضع مع تميزه بشخصية محترمة بطبيعتها أن يسمو بنفسه بشكل ملائم ليحتل مكانة مرموقة في العالم» في المجازات التي وردت في رسالة بولس الرسول الرابعة والأربعين ذات التأثير الكبير التي كتبها سنكا. وفي نهاية فترة العصور القديمة المتأخرة، كان هذا الموضوع محل دراسة أيضًا في كتاب مواساة الفلسفة (Consolation of Philosophy) (الجزء الثالث والسادس) الذي كتبه الفيلسوف بونثيوس. وفي العصور الوسطى تناولت كتب المأدبة (Convivio) (الكتاب الرابع) الذي كتبه دانتي وكذلك كتاب De remediis utriusque fortunae (I.16; II.5) للكاتب بترارك هذا الموضوع، فضلًا عن كتاب حكاية زوجة باث للكاتب جيفري تسوستر.
وفي مدلولاته المسيحية، أشار الموضوع إلى حدوث صراع في الارتقاء الطبيعي أو سلسلة الوجود الكبرى، ذلك الشخص الذي وُلد من خلال قوة حرية الإرادة للإنسان.
بالإضافة إلى ذلك، تعرض إنسانيو النهضة كذلك لهذا الموضوع بطبيعة الحال والذين كانوا في كثير من الأحيان رجالًا جددًا ارتقوا في المناصب لما يتمتعون به من ذكاء للعمل في شبكة محاكم النبلاء والتي كانت تشترط وجود رجال جدد وعلى مستوى عالٍ من الثقافة وذلك لشغل مناصب مستشارين متزايدة التعقيد وإنشاء دعاية ثقافية والتي كانت وقتها الوسيلة المعاصرة للحصول على شهرة النبلاء، وكنتيجة لذلك عرضت هذه الطريقة نوعًا من مسارات المناصب الهامة الفكرية. وفي القرن الخامس عشر، تناول كتاب Dialogus de vera nobilitate للعالم الإيطالي بوناكورسو دا مونتيمانجو مفهوم «النبل الحقيقي» المتأصل في الأشخاص الجديرين بالاحترام؛ كذلك كتب العالم بوجيو براشيوليني باستفاضة حول موضوع النبل، مؤكدًا على وجهة النظر الشائعة في عصر النهضة حول مسؤولية الإنسان وفعاليته والتي تعد قلب الإنسانية: sicut virtutis ita et nobilitatis sibi quisque existit auctor et opifex.
قد وردت الملخصات الموجزة لهذا الموضوع في كتاب De institutionae republicae لكاتبه فرانسيسكو باتريزي (VI.1)، وفي الكتاب الموسوعي Speculum vitae humanae بقلم رودريجو سانشيز دي أريفالو. وفي القرن السادس عشر، تم الاتجاه نحو طباعة مثل هذه المواضيع والنصوص الجديدة وتوزيعها على نطاق واسع. فقد تم طباعة كتاب سبيكيولوم لكاتبه سانشيز أريفالو بروما عام 1468، وتواجد أكثر من عشرين من مطبوعات القرن الخامس عشر; وتم طباعة الترجمات الألمانية والفرنسية والإسبانية من هذه الكتب. وفي إطار ذلك، تم ترجمة كتاب النبل (De nobilitate) لكاتبه خيرونيمو أوسوريو دا فونسيكا (لشبونة 1542، وسبعة من الكتب المُعاد طباعتها)، التي تؤكد على مبدأ propria strennuitas («السعي الدؤوب للشخص») إلى الإنجليزية في عام 1576.
من الرموز الرومانية التي يتم الاستشهاد بها كـ مثال هو غايوس ماريوس، والذي يتميز خطابه عن التبرير الذاتي بأنه مألوف للقراء بفضل مقطع في كتاب الحرب اليوغورتينية للكاتب سالوست، ويكمن الشكل الأكثر ألفة من الأطروحات التي يزخر بها عصر النهضة في الحوار الذي يقارن بين مصدرين من طبقة النبلاء، مع ترجيح الأدلة لصالح «الرجل الجديد».

## وصلات خارجية
- Dictionary of the History of Ideas: "Renaissance Idea of the Dignity of Man"

## كتابات أخرى
- Wiseman, T.P. New Men in the Roman Senate, 139 B.C.-14 A.D ((Oxford Classical and Philosophical Monographs) New York: Oxford University Press) 1971. Wiseman treats the phenomenon in the broader sense, of senators from families of non-senatorial rank, and the political realities.